# Quadrastichodella
Quadrastichodella is een geslacht van vliesvleugeligen uit de familie Eulophidae. De wetenschappelijke naam van dit geslacht is voor het eerst geldig gepubliceerd in 1913 door Girault.

## Soorten
Het geslacht Quadrastichodella omvat de volgende soorten:
- Quadrastichodella aenea Girault, 1913
- Quadrastichodella bella Girault, 1913
- Quadrastichodella boudiennyi Girault, 1937
- Quadrastichodella candida (Girault, 1913)
- Quadrastichodella cyaneiviridis (Girault, 1913)
- Quadrastichodella gracilis Ikeda, 1999
- Quadrastichodella hirsuta Ikeda, 1999
- Quadrastichodella neglectae Ikeda, 1999
- Quadrastichodella nova Girault, 1922
- Quadrastichodella pilosa Ikeda, 1999